# Saint-Aignan-des-Gués
Saint-Aignan-des-Gués è un comune francese di 349 abitanti situato nel dipartimento del Loiret nella regione del Centro-Valle della Loira.

## Società

### Evoluzione demografica
Abitanti censiti